# Janine Bouissounouse
Janine (née Jeannine) Bouissounouse (Paris, 17 juillet 1903 - Provins, 13 septembre 1978) est une romancière, historienne, journaliste et critique de cinéma française.

## Biographie
Jeannine Adèle Joséphine (dite Janine) Bouissounouse naît à Paris (3e arrondissement) le 17 juillet 1903. Elle est fille de Gaston Eugène Bouissounouse (1876-1915), sableur, et de Louise Adèle Pahin (1878-après 1935, avant 1946). Ses parents divorcent en 1912.
Elle suit des études d'histoire et d'histoire de l'art à la Sorbonne, puis à l'École du Louvre. 
Esprit curieux ouvert à l'avant-garde, elle fréquente Paul Éluard, Georges Politzer, Pierre Morhange, Henri Lefebvre, Henry de Montherlant, André Malraux. Passionnée de cinéma, elle collabore avec Alberto Cavalcanti et Sergueï Eisenstein. Elle est secrétaire générale du magazine mensuel La Revue du cinéma.
En 1936, elle épouse à Paris (18e arrondissement) le lieutenant de vaisseau Louis de Villefosse. Le couple partagera idéaux et engagements communistes.
Domiciliée à Paris 14, rue Cassette, elle décède à Provins le 13 septembre 1978.

## Publications

### Étude artistique
- Jeux et travaux d'après un livre d'heures du XVe siècle, seule publication, à ce jour (août 2019), du manuscrit éponyme du Maître d'Adélaïde de Savoie (1925, Droz - 1977, Slatkine réédition) ;

### Ouvrages historiques
- Isabelle la Catholique, comment se fit l'Espagne (1949, Hachette) ;
- La vie privée de Marie Stuart (1953, Hachette) ;
- Jeanne et ses juges (1955, Éditeurs français réunis) ;
- Julie de Lespinasse : ses amitiés, sa passion (1958, Hachette) ;
- Condorcet : le philosophe dans la Révolution (1962, Hachette ) ;
- L'opposition à Napoléon (1969, Flammarion - avec Louis de Villefosse)[7].

### Romans
- Le chemin mort (1938, Denoël) ;
- L'Étoile filante (1940, Gallimard)[8] ;
- Dix pour un, (1950, Éditeurs français réunis).

### Essais politiques
- Maison occupée, journal intime (1946, Gallimard)[9] ;
- Printemps sur le Danube - La Hongrie que nous avons vue (1955, Les Éditions de Minuit - avec Louis de Villefosse) ;
- La nuit d'Autun : le temps des illusions (1977, Calmann-Lévy)[10].

## Sources
- Janine Bouissounouse : 1903-1978 : in memoriam, revue Contrepoint, 1979
- Marie-Claire Ferriès, Maria-Paola Castigliani, Françoise Létoublon, Forgerons, élites et voyageurs d'Homère à nos jours
- Olivier Forlin, Les intellectuels français et l'Italie, 1945-1955 : médiation culturelle, engagements et représentations, 2006